# 角棘鱗魚
角棘鱗魚，又稱點鰭棘鱗魚、鼻棘金鱗魚、角鳂，是輻鰭魚綱金眼鯛目金鱗魚科的其中一種。

## 分布
本魚分布於印度太平洋海域。

## 深度
水深6至50公尺。

## 特徵
本魚外鼻孔邊緣有小棘，體有黃色縱帶，上側縱帶並且與褐色縱帶相間。背鰭、臀鰭軟條部之基部及尾鰭基部各有一黑斑。尾鰭上下葉外緣有紅帶。體長可達30公分。

## 生態
本魚棲息於沿岸較深之岩礁區，以魚類、甲殼類為主食。

## 經濟利用
食用魚，適合油炸食之。